# 台湾の企業一覧
台湾の企業一覧（たいわんのきぎょういちらん）は台湾に本拠を置く、おもな企業を一覧にしたものである。

## 電機・家電・電子機器
- TSMC（臺灣積體電路製造）
- 鴻海精密工業
- クアンタ・コンピュータ
- コンパル・エレクトロニクス
- 和碩聯合科技（Pegatron）
- HTC
- 友訊科技台灣分公司（ D-Link Corporation）
- VIA Technologies
- エイサー
- Promise Technology（英語版）[1]
- ウィストロン
- Micro-Star International（MSI）
- エリートグループコンピューター・システムズ（ECS）
- ASUS（ASUSTeK）
- GIGABYTE
- BenQ（佳世達科技）
- UMC
- KINGMAX
- Realtek
- ADLINK
- [[Portwell]]
- Advantech
- 東元電機（TECO）
- ADATA
- Phison

## 自動車製造
- 和泰汽車
  - 国瑞汽車（日野、トヨタ車）
- 裕隆汽車（ラクスジェン、ニッサン、ゼネラルモータース車）
  - 中華汽車（三菱車）
- 台湾本田（ホンダ車）

## 自転車
- メリダ
- ジャイアント

## 造船
- 台湾国際造船

## 輸送機器・部品・素材・開発
- SYM（三陽工業）
- KYMCO（光陽機車）
- PGO（摩特動力工業）
- 合騏工業
- 台湾金蜂
- 優耐立
- 捷穎実業
- 哈特佛
- 台湾山葉機車工業（YMT ヤマハ発動機台湾子会社）
- FULMER
- AFX
- SBK
- SOL
- THH
- VR-1
- ZEUS

## 製鉄業
- 中国鋼鉄

## インフラ・交通
- チャイナエアライン（中華航空）
  - マンダリン航空
  - タイガーエア台湾
- エバーグリーン・グループ（長栄集団）
  - エバー航空
  - ユニー航空（立栄航空）
  - 長栄海運
- スターラックス航空（星宇航空）
- 台湾高速鉄路公司
- 台北捷運公司
- 高雄捷運公司
- 桃園捷運公司
- 新北捷運公司
- 台中捷運公司
- 国光汽車客運
- 統聯客運
- 大都会客運
- 嘉義客運
- 和欣客運
- 宏都阿里山公司

## 化学、石油、産業財
- 台湾中油
- 台塑集團（台湾プラスチックグループ、Formosa）
  - 南亜

## 電力
- 台湾電力

## 航空機メーカー
- 漢翔航空工業（AIDC）
- 台湾エアロスペース（TAC）

## 金融・保険
銀行の一覧#台湾を参照。
- 嘉義市第三信用合作社
- 台湾銀行
- 台中銀行
- 高雄銀行
- 中国信託銀行
- 台湾新光商業銀行
- 凱基人寿保険
- 新光人壽保険
- 国泰金控
- 富邦集団

## シンクタンク
- 台湾科学技術院
- 台湾智庫

## 検索エンジン・ポータルサイト
- 天空傳媒（Yam天空）
- Yahoo!奇摩

## 通信・電話
- 中華電信（Taiwan Telecom）
- 台湾大哥大（Taiwan Mobile）
- 遠伝電信（Far EasTone、旧AT&T）

## ソフトウェア
- Wistron
- IISI（宏瞻資訊）
- ダイナコムウェア
- [[オクトン]]（翺騰國際科技股份有限公司）

## 製薬業
- 五洲製薬

## 食料品
- 台湾糖業公司
- 黒松
- 台湾菸酒股份有限公司（台湾ビール、台灣啤酒）
- 味王
- 康師傅
- 統一企業
- 台灣星巴克（Starbucks、統一企業、統一超市の合弁）

## 商業・流通
- 耐斯広場
- 新光三越
- 遠東SOGO
- 統一超商（台湾セブンイレブン）
- 統一時代百貨
- ハイ・ライフ
- 全家便利商店（台湾ファミリーマート）
- 来来超商
- 台灣樂天市場

## メディア関連
- 中国時報
- 聯合報
- 自由時報
- 中国電視
- 中華電視
- 台湾電視
- 民間全民電視公司
- 公共電視台
- 中国広播公司
- 爆料公社

## 音楽・楽器
- ジュピター